# شهاب الدين المنصوري
أحمد بن محمد بن علي بن محمد بن أحمد بن عبد الدائم بن رشيد بن خليفة مظفر السلمي (798 أو 799 هـ / 1396 - 887 هـ / 1482) المعروف بشهاب الدين أحمد المنصوري الشافعي ثم الحنبلي، ويعرف أيضًا بالهائم. أحد شعراء العصر المملوكي، وهو أحد السبعة الشُّهب الشعراء الذين اجتمعوا في عصر واحد. ينسل المنصوري من ذرية الصحابي العباس بن مرداس السلمي.

## سيرته
ولد في المنصورة ونشأ بها وحفظ القرآن، وتلقى تعليمه الأولي فيها، ثم رحل إلى القاهرة فدرس الفقه والنحو، وكانت له مراسلات شعرية ومكاتبات نثرية من معاصريه من الشعراء والعلماء. انقطع للشعر في أواخر حياته، وعمر وأصيب بالفالج. له ديوان شعر مطبوع. ترجم له السيوطي في كتابيه نظم العقيان والمنجم في المعجم وقال: «جَمَعَ ديوانه في مجلد ضخم».